# Yvonne Oostveen
Yvonne Oostveen (Amsterdam, 24 juni 1924) is een Nederlandse zangeres.

## Levensloop
Oostveen ging na het voltooien van de hbs (het Nieuw Lyceum in Hilversum) in 1942 naar het conservatorium te Amsterdam. Na het verlaten van het conservatorium werd zij direct gevraagd en begon te zingen voor verschillende omroepen en orkesten zoals het Orkest Zonder Naam onder leiding van Ger Roos.
Midden jaren vijftig begon Oostveen aan een solocarrière. Ze heeft ruim achttien solosingles opgenomen, zowel in de Nederlandse als in de Engelse taal. Eind jaren vijftig werd ze door Lex Karsemeijer en een Amerikaanse manager vanwege haar 'mooie moderne, bijna negroïde alt' gevraagd om te New York op te treden. Ze heeft daarop enkele maanden als zangeres in de New Yorkse Radio City Music Hall opgetreden. Dit was een show gericht op Nederland. In het begin van de jaren zestig heeft ze nog enkele plaatjes uitgebracht met onder andere Mieke Telkamp, Jack Bulterman (Trappelzakboogie) en Rudi Carrell (Een muis in een molen in mooi Amsterdam).
Begin jaren zeventig ruilde Oostveen haar professionele zangcarrière in voor hobbymatige zang bij de Nederlandse Bachvereniging en gaf zij muziekles aan de streekmuziekschool te Uithoorn. Tevens gaf zij vele jaren pianoles aan veel studenten op haar thuisadres te Hollandsche Rading.

## Werk
Enkele door haar uitgebrachte singles zijn:
- Tammy / From the bottom of my heart (1957)
- Melodia d'amore / ik koop het hele land (juni 1958)
- Een mens vraagt niet veel / In deze vaas (februari 1959)
- Danny Boy / Springtime (1962)

Samen met Mieke Telkamp heeft zij Whispering hope, Home sweet home, Springtime en Het dorpje van St. Bernadette op de plaat gezet.